# Арсеније Коневски
Арсеније Коневски је руски православни светитељ, оснивач Коневског манастира, из XIV века.

## Биографија
Арсеније Коневски је рођен у Великом Новгороду у првој половини XIV века. Као млад се замонашио у манастиру на Лисјој Гори. Одатле одлази на Свету гору Атонску. Тамо је обилазио све манастире Свете Горе око три године.
1393. година преподобни Арсеније се вратио у Велики Новгород, носећи са собом икону Мајке Божје из Свете горе. Неко време након тога провео је на Ладошком Језеру и у Валаамском манастиру. Затим се повукао у пустињачки живот на острву Коневско, где је основао чувени Коневски манастир.
Након подизања манастира на Коневском острву преподобни Арсеније се опет вратио на Свету гору Атон. Тамо је умро у дубокој старости 12. јуна 1447. године.